# 석건
석건(石建, ? ~ 기원전 123년)은 전한 중기의 관료로, 하내군 온현(溫縣) 사람이다. 석분의 맏아들이자 승상 석경의 형으로, 형제가 모두 효성스럽고 품행이 발라 명성을 떨쳤다.

## 생애
건원 2년(기원전 139년), 죄를 지어 자결한 왕장의 뒤를 이어 낭중령이 되었다.
석건은 늙어서 머리가 세었지만, 석분은 여전히 정정하였다. 석건은 낭중령이 된 뒤에도 닷새에 한 번 휴가를 얻어 집으로 돌아와 석분을 문안하였다. 한편 작은방으로 들어가 몰래 석분의 아랫도리와 속옷을 손수 빨았고, 하인에게 건네주면서 이 사실을 석분이 모르게 하였다.
낭중령으로 일하는 동안 석건은 할 말이 있으면 곁의 사람들을 모두 내보내고 말하였는데, 한마디 한마디가 매우 간절하였다. 하지만 조정에서 회의할 때에는 말을 못하는 사람처럼 있었고, 무제는 이를 어여삐 여겼다.
원삭 5년(기원전 124년), 석분이 죽었다. 석건은 겨우 지팡이에 의지해 걸을 정도로 아버지의 죽음을 몹시 비통해하였고, 한 해 남짓 지나 자신도 세상을 떠났다.

## 일화
낭중령 재임 시절, 어떤 일에 대해서 무제에게 글을 올린 적이 있었다. 곧 무제의 결재를 받아서 다시 글을 받았는데, 글을 받아본 석건은 이렇게 말하였다.
| “ | 잘못 썼구나! '마'(馬) 자는 아래에 꼬리를 나타낸 획까지 다섯 획이 되어야 하는데, 지금 보니 네 획만 있고 한 획이 모자라는구나. 황상께서 꾸짖으시면 죽어 마땅하다. | ” |

석건은 몹시 죄송해하고 전전긍긍하였다. 이러한 자세는 다른 자잘한 일에 대해서도 똑같았다.

## 출전
- 사마천, 《사기》 권103 만석군장숙열전
- 반고, 《한서》 권46 만석위직주장전

| 전임 왕장 | 전한의 낭중령 기원전 139년 ~ 기원전 123년 | 후임 이광 |